# Античка филозофија
Античка филозофија обухвата филозофска мишљења и системе који су се развили на широком медитеранском простору прожетом античком грчком и римском културом у периоду од 7. века старе ере до пропасти античког света почетком 6. века нове ере.
Култура античке Грчке зачетник је и западноевропске културе. На том се географском подручју први пут у историји издваја филозофско-научни облик мишљења из религиозно-фантастичнога. Карактеристика старе оријенталне културе била је уклопљеност одређеног степена научног мишљења, до којег су стари оријентални народи доспели, у религиозно-фантастични облик мишљења. Та уклопљеност егзактне мисли у фантастично-религиозну мистику карактеристична је и за личности које се баве науком у старим културама. То су биле затворене свештеничке групе или пророци који су се издвајали из света и људског друштва да би тако осамљени и удубљени у саме себе дошли до истине. Њиховим способностима придавана је ауреола узвишености, надземаљског и надљудског.
Грчка цивилизација ослободила је научно мишљење и еманциповала га од религије, подредивши га практичним задацима трговине, брзом развоју привреде, али и политичким задацима који су се наметали у вези с измењеном друштвено-економском структуром. То мишљење напушта служење фантастичко-религиозном човеку, који себе још није издвојио као појединца у оквиру друштва, и прелази у службу конкретног, егоистичног човека појединца. Кроз таквог човека и у његовом интересу зачела се у Грчкој ера самосталне научне мисли, чиме је обележен почетак једне нове епохе у историји човекова овладавања природом и друштвом. Грчка постаје колевком културног комплекса који кратко називамо „Западом“, што у то доба представља померање културног и економског развитка с Истока према Западу.

## Космолошки период
Почетак грчке филозофије пада у крај 7. века п. н. е. Томе почетку претходиле су крупне промене начина живота у старој Грчкој, промене које су пресудно утицале на духовни живот хеленског човека. Већ током 8. века, а нарочито у 7. и 6. веку п. н. е., старо патријархално родовско друштво запада у све озбиљнију кризу. Родовско уређење, засновано на принципу крвног сродства, није могло издржати конкуренцију повећаних имовинских поседа који су настали услед развоја трговине и занатства те услед замаха колонизације. Та колонизација проширила је животни простор Хелена и довела их у додир с многим народима који су насељавали обале Средоземног мора. У вези с колонизацијом, која ја захватила нарочито малоазијско приморје, Сицилију и јужну Италију, развија се бродоградња, трговина и занатство. Тако настаје нови друштвени слој имућних трговаца и занатлија, који се већ увелико користе робовском радном снагом и који постепено долазе у све оштрији сукоб са земљопоседничком аристократијом, која је настојала да обезбеди наставак олигархијске политичке превласти наследне аристократије. Током 7. и. 6. века п. н. е. овај су сукоб умели да искористе енергични и частољубиви појединци, који су завладали као тирани, односно самодршци. Они су често и сами били аристократског порекла, али су, докопавши се власти, увели цео низ мера у корист широких слојева становништва, као што су укидање дугова, нова расподела земље, увођење правичне управе и унапређење заната, трговине, науке и уметности.
Начин живота хеленског човека, док је још живео у племенско-родовским групама, био је митолошки. Свет богова и полубогова, који је настањивао природу овога човека, одговарао је тадашњем степену културног и друштвеног развитка, али је колонизација ускоро проширила духовне видике Хелена. Она их је довела у додир с источњачким цивилизацијама и, делујући заједно с друштвено-економским променама у грчким полисима, изазвала постепено напуштање митолошког начина мишљења. Митолошки свет богова с Олимпа најлепше је приказан у Хомеровој Илијади и Одисеји, где богови уједно одсликавају и моћ и сјај племенских старешина. Али већ код Хомера богови су подвргнути критици, што је јасан знак постепеног ослобађања старих митолошких представа. Хомерова слика света још увек је чврсто на тлу митологије, али ипак показује и нејасне елементе рационалног схватања природе: Хомер зна за Небо и Земљу и царство Хада, а спомиње и стихије природе – воду, ватру, ваздух и земљу. Али Хомер још не поставља питање о пореклу космоса: с тим се питањем суочава тек Хесиод, песник сеоског живота из Беотије, који је у спеву Теогонија дао генеалогију богова тако што је грчке митове организовао у целину. Хесиод показује напредак у томе што богове не посматра као вечне, већ као постале. Иако усваја Хомеров митолошки свет, Хесиод му даје природну основу: постанак богова (теогонија) тумачи се историјски и узрочно, дакле, на један рационалан, природан начин (космогонија). Хесиодова слика света је својеврстан спој теогоније и космогоније, јер иако говори о боговима, Хесиод заправо покушава да одговори на питање шта је почетак свега што постоји и што се догађа у космосу.

### Јонски филозофи
Прва филозофска учења у Хелади настала су у насеобинама на малоазијској обали. Наиме, јонске колоније у Малој Азији били су најбогатији и најнапреднији градови у читавом хеленском свету. Ту су и култура и цивилизација досегле највиши стадијум. Јоњани су били пажљиви посматрачи природе и први су покушали решити кратким, маштовитим синтезама тешке проблеме које им је природа наметала. Тако су се у Јонији развиле не само филозофија, него и историја, од чијих је писаца најбољи био Херодот. У вези с почетком филозофије, међутим, треба напоменути да се ту не ради о апсолутном почетку: оно што је предмет филозофије, тј. садржај и смисао света и живота, заокупљало је човекову пажњу, ништа мање интензивно, и раније. Новина је само у томе што је тај садржај раније био обликован митски и религиозно, а сада се обликује појмовно и рационално. Тако је почетак филозофије заправо почетак само у односу на облик, а не и на садржај људског размишљања.
Први прави хеленски филозофи били су сви из Милета. Јонски филозофи отворили су нову еру у филозофији питањем о прапочетку свега што постоји, питањем о битку. Талес (Θαλῆς или Θάλης, 624–547) каже да је праузрок вода, Анаксимен (Ἀναξιμένης, средина 6. века) сматра да све ствари настају згушњавањем и разређивањем ваздуха, док је најапстрактнији, па према томе и најоригиналнији одговор дао Анаксимандар (Ἀναξίμανδρος, 610–547), који праузроком свега сматра неодређену материју звану апеирон (ἄπειρον), из које услед супротности топло-хладно настаје свет. Карактеристично је за све њих да на то питање одговарају и објашњавају га консеквентно материјалистички и у целини издвојено и супротстављено религиозно-митолошком тумачењу света. У њиховој филозофији постављен је само проблем битка. Проблеми сазнања и кретања за њих још увек нису филозофски значајни, већ представљају чињенице које се узимају као готове. Материја је одуховљена као и људски организам, дакле о кретању се не постављају питања. Јонски су филозофи познати и по свом природнонаучном раду. Тако се Талесу приписује подела календарске године на 365 дана и предсказивање помрчине Сунца 585. године. Ова три прва филозофа чине тзв. милетску школу у оквиру пресократске филозофије.

### Хераклит
По мишљењу Хераклита (Ἡράκλειτος, око 535–око 475. п. н. е.), праелемент свега што постоји јесте ватра. Све на свету изгара и поново се рађа. Хераклит издваја и проблем кретања. Различити стадијуми ватре у њеном вечном кретању представљају све што постоји. Кретање праелемента ватре је противречно, оно је дисхармонично, иако је хармонија коначни резултат тог процеса. Сваки је процес сам по себи противречан те стога представља праву природу свега, сваке хармоније, како у природи тако и у друштву.
Богу је свеједно, појмове добра и зла измислили су људи
Иако Хераклит не пориче божанство, што се види из око 130 фрагмената његовог списа О природи (Περὶ φύσεως), ипак изван ватре, изван тог материјалног праелемента за њега не постоји узрок кретања. Оно је иманентно ватри, другим речима, природи, материји. Тако се код Хераклита сусреће изразити пример античког пантеизма, филозофског схватања по коме се бог и природа поистовећују.
Све што се догађа, догађа се по нужди. Читавим светом влада закон који Хераклит назива логос (λόγος). Логос је оно што је свему заједничко. Наша спознаја логоса је разумска спознаја: чулима је немогуће спознати логос. Чула доказују разноликост, док је само разум у стању проникнути у целину свега, у заједничко. Хераклит не негира чуло као елемент сазнања, али сматра да чула могу бити „зли сведоци ако имају барбарске (варварске) душе“ (фрагмент 107), што значи да без разумске спознаје нема праве спознаје логоса. Не ваља живети „као да свако има своју властиту памет“ (фр. 2), него треба настојати овладати целином. У настојању да као циљ спознаје истакне разумевање логоса, Хераклит први покреће питање могућности спознаје.
Знати многе ствари не значи бити мудар

### Питагора
До сада је одговор на питање о праматерији или праелементу свега постојећега био квалитативно одређен, односно увек се као праелемент узимала нека одређена материја, као вода, ватра и сл. Питагора (Πυθαγόρας, 6. век) уноси један нов елемент у размишљање о свету. И њега, као и многе античке мислиоце, задивљује хармонија која влада у свету. Он долази до закључка да хармонија произлази из одређених бројевних односа који владају светом: број је савршенство. Сам Питагора није оставио ништа написано, али зато Филолај (Φιλόλαος, око 470–390), припадник Питагорине школе, каже: „Заправо, све што се спознаје има број. Није, наиме, могуће без њега ништа ни замислити ни спознати“. У настојању да прикажу значај бројевних односа у свету, питагорејци иду све до мистификације броја: одређени однос бројева означава праведност, други душу, ум итд. Настојање да се бројевни однос због свог савршенства схвати као услов распореда ствари у космосу те консеквентно закључивање и на етичка питања чини Питагору првим идеалистичким филозофом у оквиру античке филозофске мисли. Он је инсистирао на бројевном односу као јединој правој реалности.

### Елејска школа
У јужноиталском граду Елеји Ксенофан (Ξενοφάνης, око 580–око 470) је поставио основе једној новој филозофској школи. Полазећи од става да је стварност онаква каква нам се приказује, променљива, да у ономе што видимо нема ничег поузданог што би се могло третирати као битак, дошао је до закључка да битак у себи мора бити јединствен, вечан и непроменљив. Битак је материјалан и ограничен, јер неограничено не може бити савршено, али не може се спознати чулима, него само разумом. То савршеноство битка изразио је Ксенофан ставом да је Све – Једно, ограничено, непокретно и облика кугле. Аристотел нам у Метафизици (А 5, 986б 18) говори да је Ксенофан „посматрајући целину свемира, рекао да једно јесте бог“.
На тој основи елејску филозофију даље разрађује Парменид (Παρμενίδης, око 515), њен главни представник. Узимајући све карактеристике битка које је дао Ксенофан као полазну основу, Парменид све што је доступно нашим чулима и подвргнуто променама проглашава за небитак. Битак се може и мора мислити, он је оно што је заједничко свему и што није чулима непосредно доступно. Чулима је доступна разноликост, мишљењу битак. Он јесте материјалан, али је јединствен у себи. Када битак не би био јединствен и постојан у себи, не би се могао мислити. Чула нас варају ако на основу њих закључујемо о битку, јер тиме пролазност, променљивост и остале особине небитка приписујемо битку, што је немогуће. Наиме, нису чула и битак исто, већ мишљење и битак. Оно што представља особине мисли, то су истовремено особине битка. У свом учењу Парменид износи слабости чулне спознаје, која доводи само до мњења, а не до праве истините спознаје.
Рационалне доказе за Парменидове поставке дао је Зенон из Елеје (Ζένων, око 490–око 430), трећи представник те школе. Он је познат по својим доказима на нема мноштва и да нема кретања. Тако он, на пример, на основу става да је простор у себи бесконачно дељив доказује да нема кретања. Ако је тако, ако је простор бесконачно дељив, онда је свако кретање потпуно немогуће. Јер у кретању увек треба прећи један део простора, а сваки је тај део у себи бесконачно дељив, дакле, предмет се заправо не може померити с места. Тако, с појмовног становишта, Ахилеј никада не може престићи корњачу јер између њих увек лежи бесконачно дељив простор.
Елејско учење разликује се од Хераклитовог у тумачењу кретања. Прво потпуно негира свако кретање, а друго га сматра основним својством свега постојећега. Разлог што елејци тако доследно негирају кретање лежи у томе што су потпуно одвојили појавно, чулно, од рационалног, спознајног. У доказима да не постоји мноштво Зенон није могао рационални став – ако два зрна не чине шум, како то да врећа зрња проузрокује шум? – ускладити с чулним искуством. Тиме је Зенон открио унутрашњу противречност мисли, отворио је увид у противречност између формално усклађеног мисаоног тока и стварног неслагања стварности с тим формалним током. Због тога је Аристотел приписао Зенону откриће дијалектике. Међутим, Зенон – дајући увид у тај проблем – сам није сагледао његову суштину.
Заједно с Хераклитом елејци представљају свакако најдубљи мисаони напор у разумевању битка у овом периоду грчке филозофске мисли, настојећи сваки на свој начин решити проблем постојаности и јединствености материјалног битка те променљивости и разноликости света који нам је дат у опажању.

### Атомисти
Емпедокле (Ἐμπεδοκλῆς, око 495–435) из Агригента на Сицилији сматра се оснивачем атомизма у историји. У ствари, он је први засновао теорију о четири елемента, ватри, води, ваздуху и земљи, из којих би се све у свету састојало, и у исто је време покушао објаснити како из та основна четири елемента настаје мноштво, све ствари. Емпедокле сматра љубав и мржњу такође елементима, али одвојеним од четири основна. Они узрокују кретање, које се састоји у спајању и раздвајању основних елемената, чиме се ствара разноликост у свету. Човек је такође састављен од споменутих основних елемената, и то је основ његове спознаје. Наиме, по Емпедоклу, спознаје се тако да слично сазнаје сличним, слично привлачи слично. Емпедокле се доста разликује од Хераклита у тумачењу кретања. По њему, материја мора остати непроменљива и непокретна јер је покрећу два спољна принципа. Ипак је он објашњење света и човека у њему потпуно извукао из митолошко-религиозне сфере. На њега је утицало снажно наслеђе како Хераклитова учења тако и елејаца, па, у настојању да помири те две материјалистичке крајности, на описани начин покушава решити проблем мировања и кретања.
То, код Емпедокла још веома наивно и сликовито приказивање кретања, Анаксагора (Ἀναξαγόρας, око 500–428) из Клазомене у Малој Азији развија у апстрактније тумачење. Свет се састоји из једнако дељивих и непроменљивих честица које он зове хомеомерије (τὰ ὁμοιομερῆ). Оне су све некад биле састављене у једну масу, у целину. Тада их је у покрет ставио светски ум (νοῦς), први покретач. Све остало се даље развило захваљујући механичким силама у самој материји. Аристотел је Анаксагору назвао дуалистом јер његово учење садржи два основна принципа у себи: непокретну материју, састављену из хомеомерија, и духовни покретач – ум. Међутим, у томе Анаксагора није доследан, јер негде каже да је ум састављен од најфиније материје и одриче се његова деловања пошто је помоћу њега ставио хомеомерије у покрет. Анаксагора је припремио терен атомизму Леукипа (Λεύκιππος) и Демокрита (Δημόκριτος, око 470–око 360).
Леукип и Демокрит квантитативно одређују атом (τὸ ἄτομον – термин који потиче од њих, а значи „недељив"). Атоми се разликују по облику, реду и положају и налазе се непрекидно у кретању. Они су битак. Међутим, насупрот елејцима, они признају и постојање небитка. Небитак је оно што нису атоми и што нема сва њихова својства. То је празан простор, који представља само могућност кретања и мењања положаја атома. Услед тог кретања долази до спајања атома и тако настају разна тела.
Човек се треба више бринути за душу него за тело— Демокрит
Иако је Леукип зачетник квантитативне атомистике, ипак је Демокрит (из Абдере у Тракији) најзначајнији представник античког материјализма и атомизма, делом због тога што од Леукипових списа и није много остало, а делом и због тога што је Демокрит био заиста универзалан, о чему сведочи његова научна оставштина из области физике, математике, филологије, етике итд.
Према Демокриту, споменута својства атома – облик, ред и положај – његова су објективна својства, која постоје независно од субјекта. До њих долазимо само разумом, размишљањем. Какав је атом по себи, ми не можемо сазнати чулима, чија је спознаја варљива. Међутим, атоми имају и нека секундарна својства, која су субјективна по својој природи јер се појављују само у додиру атома-објекта са субјектом. Тако, на пример, својства кисело, горко, топло, хладно и сл. јесу субјективна својства и секундарна у односу на примарна, објективна својства. Појавну страну атома можемо схватити чулима због сличица (еидоле – τὰ εἴδωλα) које објект шаље субјекту. Суштину објективне стварности можемо схватити само разумом.
Распоред атома у простору подређен је одређеним узрочним везама. Овде нема места случајности. Узрочне везе нису увек доступне разумском схватању, што не значи да оне објективно не постоје. „Ниједна ствар не бива без узрока, него све с разлогом и по нужди“ – каже се у једном Леукиповом фрагменту. Тај детерминизам, који не допушта никакве случајности, никаква слободна и спонтана кретања у простору, истовремено искључује свако фантастично-религиозно тумачење природних појава. Слобода се састоји у схватању узрочних веза у космосу. Човеку је слобода нужна да би разумно деловао.
Због своје доследности у материјалистичком тумачењу света, у оквиру којег су разматрана питања космоса, спознаје и људске слободе, Демокрит се сматра оснивачем првог материјалистичког монистичког система у историји филозофије.
Атомистима завршава у старој Грчкој период испитивања природе и филозофско објашњавање најопштијих закона космоса. Карактеристично је за тај период да човек и његова друштвеност још нису предмет филозофског разматрања, иако се успут третирају у оквиру општих политичких ставова самих филозофа. Због своје опште карактеристике постављања космоса у центар филозофског истраживања цео се тај период назива космолошким периодом грчке филозофије.

## Антрополошки период
У политичком и културном животу Грчке 5. века п. н. е. догодиле су се велике друштвене промене. Након победе над Персијанцима развио се у Атини врло жив привредни, политички и просветни рад. Филозофско размишљање тада напушта проблематику природе и усредсређује се на на човека (ἄνθρωπος) и целокупну друштвену проблематику – тиме почиње антрополошки период грчке филозофије. Друштвена превирања унутар саме демократске Атине, затим рат с аристократском Спартом, одводили су интерес људи од од питања космоса и његових закона, а у први план стављали човека, његову друштвеност, способност његове спознаје, његову општу вредност итд.

### Софисти
Развој демократскога државног уређења довео је на власт широке народне слојеве. С променом политичкога живота тесно је повезана и промена на пољу образовања, јер у доба демократије није више успех појединца зависио од његовог порекла, него од способности и знања. Наравно, у такво време није више задовољавао стари начин образовања у којем се од младог човека захтевало да у гимназији добро извежба своје тело те да научи читати, писати и рачунати, а уз то да се помало бави музиком и читањем песника. Ново доба тражило је шире и веће образовање, а жеља за њим захватила је велики број људи. Посебно је за тим тежила омладина у жељи да се с већим знањем успешније бави државним пословима и лакше дође до угледа, положаја и славе. А ко је желео да успешно наступа у већу (βουλή), народној скупштини и у судницама, морао је нарочито бити вешт у лепом, јасном и уверљивом начину говора.
Таква ситуација избацила је на површину софисте (σοφισταί), путујуће учитеље који су себи узели у задатак да говорима, предавањима и полемикама образују слободне грчке грађане. Бити софист значило је, дословно, бити љубитељ мудрости. Најпопуларнији софист био је Протагора (Πρωταγόρας, око 481–411. п. н. е.) из Абдере у Тракији. Његов став: „Човек је мерило свих ствари, постојећих да јесу, а непостојећих да нису“ – изазвао је још у старој Грчкој велике полемике. Једни су сматрали да Протагора мисли да је мњење једини стадијум у могућности људске спознаје и да је с тим у вези истинито само оно што неки појединац може спознати. Истина би, дакле, била сведена на то да сваки човек за себе одређује шта је истина, а шта није. Према томе, истина је крајње релативна категорија. Тако тумачи Протагору и Платон, његов најоштрији критичар. У једном од Аристотелових списа, међутим, наилази се на мишљење да је под „човеком“ Протагора ипак мислио на човека као генеричко биће, а не индивидуално, те да критериј истине, по њему, и није тако субјективан како се мисли. У полемикама је Протагора аргументима и противаргументима изоштравао мисли задивљујући том својом способношћу све присутне. Све док је један аргумент подносио противаргумент, Протагора није сматрао да је дошао до истине. Тај је момент до крајњих граница изоштрио софист Горгија (Γοργίας, око 480–око 370) из Леонтина на Сицилији. Он је сматрао да се уопште ништа не може доказати. Тиме је изразио крајњу скепсу у могућност долажења до истине. Релативизму и скепси у спознаји одговара код свих софиста релативизам и скептицизам у етици: нема општеважећих етичких норми, оне се разликују од народа до народа, од времена до времена.
Релативизам и скепса софиста имали су и своју позитивну страну. Поред уочавања потешкоћа и неверовања у људску способност спознаје, они су подвргли критици догматистичке тенденције у вези са спознајом, које апсолутизирају и овековечују постигнути ниво људске свести онемогућавајући постављање нових питања. Али скептик може само оборити тенденцију ка апсолутизацији и догматизацији спознајних вредности. Његова је главна снага у критици формалнологичких апсурда догматика.

### Сократ
Друштвена стварност није пружала ослонац за утврђивање сигурнијих и трајнијих ставова у етици. Она је само потврђивала релативизам у спознаји. Одупрети се крајњем релативизму и скепси могао је само онај који упориште за своје судове није тражио у тренутно ускомешаној друштвеној стварности. То је могао само онај који је, настојећи извести спознају из ћорсокака скепсе, нашао начина да мишљење и његове форме узме за извор стабилности у доношењу судова. Човек коме је то пошло за руком био је Атињанин Сократ (Σωκράτης, 470/469–399). 
Живот који се не испитује, није вредан живљења
Сократ је био противник проучавања природе и њених закона. Заинтересован у првом реду за етичку проблематику, која је као „етичка“ била угрожена софистичким тумачењем моралних норми. Сократ је настојао да утврди појмовну вредност појединих моралних норми, чиме је желео да побије софистички релативизам у етици, који се заснивао на чулно-појединачном критерију. Сократ сматра да нема истинског моралног деловања а да човек тачно не зна шта се подразумева под одређеном етичком нормом. Наиме, како поступати праведно ако се не зна шта је праведно? У својим дијалозима држаним на јавним окупљањима по атинским трговима Сократ је ишао за тим да се тачно одреди садржај сваке поједине етичке норме. Поступак је притом био дијалектички, што значи да је у току разговора (дијалога) тако дуго аргументима и противаргументима обарао поједине ставове (своје или саговорникове) док не би на крају искристалисао потпуно јасну дефиницију одређеног појма. Сократов критериј истине био је смисао појма, без обзира на његову реализацију у стварности. При томе је важна исправност у логичком (мисаоном) поступку при одређивању садржаја појма. Логички поступци индукције и дефиниције потичу тако у својим основама од Сократа. „Спознај самога себе“ – основни мото Сократова учења – значио је управо ово: до краја критички однос према свим, како својим тако и туђим, судовима у интересу истине. Једино тако, сматрао је, могу се побити релативизам и скепса у које су филозофију довели софисти.
Лажне речи нису само зло по себи, већ оне инфицирају у душу злом
Сократ је осуђен на смрт јер је због својих иступања био у Атини оптужен да квари омладину и да не признаје богове које признаје држава. Према тадашњим законима Сократ је испио отров и притом задржао чврстину свог филозофског духа. Његове јавне дискусије, у којима је индуктивном методом "ироније" (εἰρωνεία) искушавао непроверене етичке ставове у циљу јасног дефинисања појмова, представљале су оштру критику софистичког начина филозофирања. А софисти су, објективно узевши, били идеолози демократије, која је тада у Атини представљала наступајућу снагу и управо проживљавала тешкоће успона.

### Платон
Најспособнији Сократов ученик и највећи његов поштовалац и уједно један од највећих античких филозофа био је Платон(Πλάτων, 427–347. п. н. е.) из Атине. По свом пореклу Платон је био аристократа; његов ујак Критија, такође Сократов ученик, налазио се на челу владавине тридесеторице тирана и за његово време аристократи су у знак одмазде побили у Атини око 1.500 грађана. Платону су тада биле 23 године. Касније, по повратку демократа на власт, Платон је био сведок Сократовој смртној осуди. Будући да су се непрекидни сукоби наставили, како у облику унутрашњих превирања тако и у облику спољних ратова (пелопонески рат), Платон је напустио Атину и отишао на пут у Мегару. Осим Сократа, на Платонову филозофију утицала су учења Хераклита, Питагоре и елејаца. Посебно је усавршавао математику и геометрију. Како сам каже на једном месту, на путовање се одлучио да би упознао људе и њихов живот, јер га је због друштвених превирања, којима је непрестано био сведок, друштвена проблематика највише занимала. 
Из пунијег тече у празно
Платон је своју филозофију тумачио у Академији (Ἀκαδήμεια), својој школи коју је основао по повратку у Атину. У неколико наврата покушао је остварити своју политичку филозофију и у пракси (код краља Дионизија Старијег у Сиракузи на Сицилији), али му то није пошло за руком. Одушевљен Сократовим настојањима око проналажења смисла етичких појмова, Платон врло брзо долази до закључка да између јасно дефинисаног појма неке етичке норме и њене практичне реализације нема много сличности. Док је појмовно дефинисана врлина савршена, у пракси је далеко од савршенства. На исту противречност наилази и у математским и геометријским појмовима: само унутар геометрије налазе се правилни ликови, нпр. круг, троугао итд., али њих нигде у стварности нема. Зар онда није подручје појмова и идеја оно право подручје савршенства и истине, а не реалност природе и материје? Платонов одговор на то питање је позитиван: идејно подручје једино је подручје истине. У том уверењу подржало га је и искуство ранијих филозофа, који су давали приоритет умној, а не чулној спознаји.
Из става да је свет идеја (ἰδέα или εἶδος) једини савршен и истинит свет, Платон закључује и да је он једини стварни свет, једина права реалност. Свет идеја је битак, а материјални свет само је несавршена копија правог, истинитог света идеја. Осим та два света, савршеног идејног и несавршеног материјалног, постоји и и свет сенки (нпр. одрази у води), који је још несавршенији. То је свет о коме можемо само нагађати. Несавршена, чулна спознаја материјалног света (веровање – πίστις) и нагађање (εἰκασία) заједно чине подручје мњења (δόξα). По вредности спознаје иза мњења долази разумска (математска) спознаја (διάνοια), а тек иза ње права, умна спознаја света идеја (νόησις). Разумска и умна спознаја заједно чине подручје знања (ἐπιστήμη).
Праведност је врлина великих људи
У складу с теоријом сазнања Платон и психолошки објашњава структуру људске душе и образлаже могућност спознавања уопште. Људска душа није саставни део људског тела, већ она по рођењу улази у тело, док је претходно боравила у царству идеја. Будући да бива заробљена телом, она заборавља све што је видела у царству идеја. Сазнајни процес значи, према томе, процес сећања душе на свој боравак у царству идеја. Поступак у спознавању је дијалектички и своди се на проналажење смисла појма о коме се говори, на начин како је то чинио Сократ. Сукоби противречних ставова око проналажења смисла појма изазивају у души сећање на њен боравак у царству идеја. Људска се душа састоји из три функционална дела: чулног, разумског и умног. Тек умним делом могуће је открити прави садржај идеја. Разумски се део, додуше, бави појмовном спознајом, али још увек у вези са стварима (математика), док чулни део душе не досеже до неке спознаје уопште, већ се задржава у сфери субјективног мњења.
Платон је своје учење изложио у многобројним дијалозима, али главно дело зове се Држава (Πολιτεία), које је писао у време свог зрелог филозофирања. У њему су изнете основе Платонове онтологије, гносеологије и психологије, све као теоријска основа његова учења о државном уређењу. Платон настоји да теоријски заснује праведну државу, а то би била она држава у којој би свако имао одређено место рада. Та подела рада, према Платону, заснива се на његовој онтологији и психологији. Праведна држава може бити једино она која на неки начин реализује идеју праведности, дакле, добро уређена држава мора бити што ближа идејном царству. Из тога јасно следи да таквом државом морају управљати они који су способни да стекну знање о идејама. Надаље, следи да добро уређеном државом морају руководити филозофи, јер су само они способни да стекну знање о свету идеја те да према томе и знају шта је праведно а шта није. Филозофима могу постати само они који поседују умни део душе у тој мери оспособљен да одржава у хармонији друга два дела душе, чулни и разумски, и да њима господари. Они којима је развијенији разумски део душе, који према томе нису способни за филозофску спознају, али су разумни и храбри, треба да буду чувари државе. Трећи део становника, којима у души превладавају страсти, бавио би се пољопривредом и занатима и на њима је да заснивају породице и рађају децу. Сви ти сталежи не мешају се између себе, и цела би држава била упропаштена кад би се један сталеж почео бавити пословима другог сталежа.
Само мртви су видели крај рата
Све то одговара и Платоновој идеалистичкој теорији спознаје, по којој за постизање знања о идејама није неопходан подстицај чулне спознаје. Једна врста спознаје с другом нема везе. Једино разумска спознаја, која се већ бави појмовима, нужно мора претходити филозофској, тј. умној. Припреме филозофа за управљање државом трају дуго, и немогуће је да неко пре него наврши 50 година живота стекне право управљања државом.
Платон је први у историји филозофије систематски обрадио идеалистичко схватање света. Будући да битком сматра свет идеја, који постоји независно од субјекта, од свести, то се његов идеализам назива објективним идеализмом. То схватање засновано је код Платона на претпоставци да објективно, изван наше свести, постоји царство идеја, док је материјални свет само његова груба копија. На тој претпоставци он систематски изграђује своју онтологију, гносеологију и политичку филозофију. Платон није могао избећи противречности у свом филозофском систему. Поставља се, наиме, проблем: ако је реалност само груба копија света идеја, али ипак копија, одакле се у тој реалности наилази на зло, прљавштину и сличне негативне појаве? Постоје ли идеје с негативним садржајем? Ако постоје, онда царство идеја није савршено у смислу доминантне идеје Добра. О том проблему расправља Платон у свом дијалогу Парменид, али не налази задовољавајући одговор.
У својој политичкој теорији Платон подржава неку врсту интелектуалне аристократије. Неки га сматрају заговорником ауторитарне државе, с обзиром на то како расподељује рад у држави, на улогу жене, на образовање деце (о чему треба да се брине држава, јер деца у првом реду припадају заједници, а не породици), с обзиром на то да у питању власти грађани нису једнаки итд. Међутим, целокупна његова теорија заснована је на отпору власти атинског демоса и претпоставља власт интелектуалне, а не имовинске аристократије. Као теоријска основа служи му и овде Сократово учење одређења појма по његовом смислу.
Платон није остао до краја доследан својим филозофским концепцијама. Поткрај живота скренуо је у извесни мистицизам, посветивши се у највећој мери проучавању Питагоре и астрологије, што га је у једном тренутку довело до тога да идеје изједначи с бројевима. Платонова је Академија неговала проучавање бројевних односа и њихово значење у проучавању природе. Тиме је Академија напустила неговање филозофских концепција свога оснивача, што је делом и разлог да у грчкој филозофији Платоново учење није имало директних настављача.

### Аристотел
Најуниверзалнији филозоф старога века био је Аристотел (Ἀριστοτέλης, 384–322. п. н. е.), рођен у Стагири на трачкој Халкидици. Аристотел је младост провео у Платоновој Академији студирајући филозофију. Касније одлази на двор Филипа II Македонског, где је његов отац био лекар. Тамо је подучавао Филиповог сина Александра све док Александар није постао владар и док није пошао у освајачке ратове. Историјска ситуација подучила је Аристотела да је немогуће владаре приклонити филозофији, уразумити их и отклонити их од жеље за освајањима. Сам Аристотел био је присталица полисне самоуправе и противник стварања великих државних територија под влашћу једног владара. Он је у том смислу и подучавао Александра, али очито без резултата. Уочивши несклад између филозофског учења и потребе практичних решавања друштвених проблема, Аристотел се враћа у Атину и тамо оснива своју школу под именом Ликеј (Λύκειον). Та перипатетичка филозофска школа (περίπατοι = шетње и вртни тремови где се одржавала настава) надмашила је Платонову Академију. Тринаест година након оснивања Ликеја је умро.
Аристотелов рад је свеобухватан. Он није само оригиналан филозоф, он је систематичар свега што је Грчка до њега створила на филозофско-теоријском подручју. Он је истовремено и емпиричар, истраживач, и његов Ликеј постаје центар не само филозофских проучавања већ и егзактног, научног рада.
Досада и доколица су мајка филозофије
Целокупна духовна делатност по Аристотелу се дели на практичну, теоријску и поетичку. У складу с том поделом он дели и своју филозофију. У практичну филозофију спадају етика, економика и политика. У теоријску филозофију спадају физика, математика и метафизика. Ову последњу Аристотел зове још и „прва филозофија“ (ἡ πρώτη φιλοσοφία), а назив метафизика (μετὰ τὰ φυσικά = дословно „оно што је иза физике") употребили су тек касније они који су сређивали Аристотелове списе. У поетичку филозофију спада техничко и уметничко обликовање. Ова последња област представља Аристотелову естетику, у којој је потпуно обрадио само учење о песништву. Његово дело из те области зове се Поетика (Περὶ ποιητικῆς). Логичке списе под насловом Органон (Ὄργανον = дословно „Оруђе филозофирања") Аристотел не убраја у ову поделу: наиме, он сматра да логика као наука треба да претходи свакој правој духовној делатности као вежба у мишљењу.
Једина стабилна држава је она у којој су сви једнаки пред законом
Премда Платонов ученик, био је одлучан али не увек и доследан критичар његова идеализма. Аристотел настоји доказати да је Платонов свет идеја неодржив, и да је стога Платонова филозофија у себи противречна. Најсадржајнији су ови моменти критике теорије идеја: Шта, у ствари, значе идеје за Платона? „Јер оне нису њима (тј. чулним стварима) узроци нити кретања нити ма какве промене“. И даље, како је могуће „да супстанција буде одвојена од онога чега је она супстанција“. Јер ако нешто чини суштину ствари, чини се немогућим да се то што чини његову суштину издвоји из тих ствари.
Драг ми је Платон, али ми је истина дража
Аристотел, насупрот Платону, настоји доказати да је прва и права супстанција или истинско бивство (οὐσία) – појединачна ствар. У тој појединачној ствари реализована је бит, суштина, помоћу материје. Оно опште, суштинско, по Платону идејно, постаје помоћу материје конкретна, реална, појединачна ствар. Тако материја добија своје одређење управо преко тог општег, суштинског. То опште у стварима Аристотел назива формом (τὸ εἶδος). Форма и материја (ἡ ὕλη) су два основна принципа сваке појединачне ствари. У обликовању ствари та два принципа немају једнаку улогу. Материја представља пасивни принцип, могућност, потенцију (δύναμις). Форма је активни принцип и узрок (τὸ ὅθεν ἡ κίνησις) обликовања материје у конкретну појединачну ствар, тј. актуализације (ἐντελέχεια) потенције. Узимајући појединачну ствар као прву и праву супстанцију, Аристотел сматра да се проучавање стварности и њених закона не може започети од идеја, односно појмова, већ баш од саме појединачне ствари. Тим ставом Аристотел у историји отвара пут ка егзактно-емпиријском истраживању.
Већ сам назив „прва супстанција“ (πρώτη οὐσία) указује на то да се Аристотел није задржао само на њеном значењу и да није завршио своја филозофска разматрања подвлачењем појединачне ствари као прве супстанције. Он је сувише у себи апсорбовао читаву античку филозофију да би био слободан од њеног идеалистичког утицаја, а двадесетогодишње студије код Платона условиле су да није могао до краја критички превладати идеализам свога учитеља. Аристотел је логичар и признаје хијерархију логичких појмова. Ту хијерархију појмова он укључује у своју онтологију. Наиме, док је појединачна ствар прва супстанција, њен родни појам или врста биће, по Аристотелу, друга супстанција (δευτέρα οὐσία). Однос између вишег родног појма и нижег идентичан је с односом форме према материји, односно виши родни појам односиће се према нижем као форма према материји. Из тога следи да ће виши родни појам увек бити активан принцип у односу на нижи, који представља пасиван принцип. Следећи тако хијерархију појмова наилазимо на највиши појам у тој хијерархији – на појам изнад којег више нема вишег родног појма. То је највиши активни принцип. Будући да изнад њега нема више ничег у односу на шта би он могао бити пасиван, он представља чисту активност, чисту форму, која је сама по себи непокретна јер нема шта да је покреће. Али као таква, чиста форма је први покретач, прва активност у односу на ниже појмове. То је Аристотелов бог, оно што он назива „прва подлежећа твар у сваком појединачном“ (ἡ πρώτη ἑκάστῳ ὑποκειμένη ὕλη). Он није схваћен као свеобухватна снага света која се налази свуда и у свему. Он је чиста активност, чиста форма, непокретна, и као први принцип активности схваћена као појединачна појава, а не као битак света који све прожима.
Као што је истицањем конкретне ствари као прве супстанције Аристотел утро пут емпиријском истраживању, тако је овим својим „богом“ дугом античком идеализму отворио могућност логичког објашњења постојања бога. Тако је у историји филозофије зачет теизам, иако сам Аристотел није био теиста.
Аристотелово попуштање идеализму лакше се разуме ако се зна да материја у његовој онтологији не игра само пасивну могућност у односу на активну форму. Као и Платон, Аристотел одређује материји негативне особине, али не у смислу злог принципа, тј. извора свега лошега у природи и у човеку. Материја је за Аристотела ограничавајући принцип баш тиме што је пасивна, она је оно што се опире форми, она је спутавајући принцип у кретању. Аристотел се послужио примером вајара: он настоји у камену остварити неку одређену форму коју као замисао има у својој глави, и она представља принцип делатности, кретања. Међутим, у настојању да реализује ту форму, наилази на отпор у камену те своју делатност мора делимично подредити том отпору камена-материје.
Као што Аристотел није могао превладати дуализам материјалног и идејног света у својој онтологији, тако то није могао ни у теорији сазнања. За њега је чуло полазна тачка све спознаје. Осећање као способност припада души. Аристотел сматра да сва жива бића имају душу, али с различитим стадијумима способности. Способности душе јесу: храњење, пожуда, опажање, кретање у месту и мишљење. Биљкама, на пример, припада само способност храњења. Другим пак живим бићима припада и пожуда и храњење, трећима још и опажање. И тако редом: свака виша врста живих бића поседује и ниже душевне способности, док нижа бића не поседују више душевне способности. Људска душа, која поседује и мишљење као највиши душевни квалитет, поседује и све остале врсте душевних способности. Полазне основе спознаје су способност перципирања и сећања, које поседују већ и неке животиње. Човек помоћу мишљења, а на основу опажања и сећања, стиче искуство на основу којега ствара умећа. Умећу већ припада знање и разумевање онога што се искуством стекло. Људи с великим искуством и с умећем делују у свакодневном животу, док је наука, као незаинтересована за тренутне потребе, настала тамо где је било доколице. Све довде Аристотел је критичар идеалистичке гносеологије исто тако као што је био критичар идеалистичке онтологије у критици Платонових идеја. Тек у својим разматрањима о уму, о способности мишљења да само себе мисли, Аристотел чини уступак идеализму. Наиме, да би ум деловао, он мора бити слободан од чулног света и потпуно одвојен од њега. Тек такав он може имати мишљење као свој предмет. „Способност опажања није, наиме, могућа без тела, а ум је од тела одвојен“, каже Аристотел.
У поређењу с Платоновим заносом кад заступа своје праведно уређење државе, Аристотел се и на подручју политичке филозофије појављује као трезвенији и више склон анализи података него идеји добра или праведности. Он не заступа неки посебно одређени тип друштва или државе, већ више наглашава проблем управљања државом. Ако способни и добри људи руководе државом, она и као аристократска може бити добра, али ако њоме руководе лоши и неспособни људи, тада ни демократски облик владавине не представља решење.
У етици је Аристотел присталица тзв. златне средине, што значи да се добрим образовањем мора код људи постићи снажна воља да у својој друштвеној делатности избегавају крајности. Тако, на пример, и у управљању државом треба власт дати људима који нису ни сувише имућни, јер имућни су превише обесни за власт, склони разврату и небризи за државу, а нити сувише сиромашни, јер су они брутални и склони осветама.
Аристотел је последња снажна и оригинална личност античке филозофске мисли. Као систематизатор античке мисле, он будућности отвара два пута: емпиријски, на који ће се касније ослонити научна мисао, и теистички, којим ће се каснија средњовековна сколастика користити у сврху филозофске интерпретације хришћанске религије. Међутим, за ову последњу Аристотел није до краја одговоран, јер је требало у великој мери мењати структуру његове филозофске мисли да би се његово учење могло прилагодити хришћанској теологији.

## Хеленистичко-римски период
За период хеленизма је карактеристично ширење грчке античке културе на цело подручје македонског освајања. Касније, у време римских освајања, грчка се култура распростире на цело подручје римске државе. Чињеница да грађанин малог грчког полиса постаје грађанин велике државе одражава се на целокупну културу, па и на филозофију, као овладавање космополитског духа. То условљава поновно истицање антрополошких проблема у први план, али овај пут с очигледном незаинтересованошћу за општу политичку проблематику, а с нарочитом жељом да се у том великом свету, у који се антички Грк утопио, нађе неко мирно и сигурно место за појединца. У учењима доминира проблем идеала мудраца. Расправља се о томе какав треба да буде човек да би се одржао миран и достојанствен у тој бури расула једног и стварања новог друштва. Филозофија тога времена тражи ослонац у филозофским школама прошлости и није сасвим оригинална по свом карактеру.
Филозофске школе хеленистичког периода ослањају се на Сократове школе и на Платонову Академију. Сократовске школе – киничка (чији је оснивач био Антистен, Ἀντισθένης, око 445–око 335) и киренска (коју је основао Аристип, Ἀρίστιππος, рођен око 435) – одржале су се кроз читав период од Сократа до хеленистичког доба у доста оригиналном облику. Свака је школа тумачила Сократа на свој начин, и он је постао основа филозофирања неких филозофа у хеленизму. Тако су Сократово схватање врлине – које се може сажети у три речи: спознај самога себе – киници развили у правцу суздржавања од задовољстава те нису придавали значење телесним потребама. Киренаици су развили то учење у сасвим супротном правцу, наглашавајући радост и задовољство као животни циљ.
На киничку школу надовезује се у хеленизму стоичко учење, док се на киренску школу надовезује епикуреизам. Платонова Академија постала је након Платонове смрти извор одређеног скептичког смера (тзв. академска скепса). Сви ти правци били су садржајнији и снажнији по каснијем ефекту учења него што су били у периоду када су зачети, јер су касније друштвене околности погодовале тим учењима.

### Стоици
Оснивач школе у Стои (Στοὰ ποικίλη – „шарени трем“, по чему је цео филозофски правац добио име) био је Зенон (Ζένων, 331–264. п. н. е.) из Китија на Кипру, по свом пореклу делом Феничанин. Он на специфичан начин истиче значење повратка природи и сустезања од друштвене активности. Не повратак природи због уживања, него због изучавања природе, због спознаје њених закона, јер природа је савршенство. Природом влада логос (λόγος), и једино ако спозна тај логос и живи у складу с њиме, човек може наћи жељени мир. Спознаја природе и њених закона једини је начин да се овлада страстима. Спознаја природних закона ослобађа људе и религије, која људе узнемирава уносећи у њих страх од непознатог. И морални живот постиже се проучавањем природе. Физика је стога основна наука. Усмереност човека на то да истражује природну нужност, међутим, захтева од њега храброст, разборитост и умереност, што стоици истичу као основне врлине. Спознаја и поштовање природне нужности услов је слободе како је схватају стоици.
Целокупна филозофска мисао стоика је материјалистичко-монистичка. С тиме је у складу и њихова теорија сазнања: оно што спознајемо је материјални свет, јер ван њега ништа друго и не постоји. Спознаја почиње од чула и представа, на основу којих се стварају појмови. Постављајући и проблем критерија истине, стоици сматрају да је тачан онај суд, односно појам о стварности, који се заснива на потпуно јасној представи, на представи чија нам јасноћа говори о томе да је потпуно адекватна предмету који се спознаје. Таква се представа зове – каталептичка представа. Разум сам одлучује која је представа толико јасна да се на њој могу засновати истинити појмови. За тај је пак суд одговоран човек сам, јер ван њега нема никога ко би одлучивао о јасноћу представе.
Материјалистичко-монистичка филозофија стоика по свом је друштвеном карактеру строго индивидуалистичка. Она на свој начин изолује човека од његове друштвене стварности, која му је постала страна, и показује му пут ка остварењу идеалног мира окрећући га доследном проучавању природе и њених закона, и тиме признавајући његову отуђеност од његове властите друштвене суштине. Стоицизам је био радо прихваћен у Риму: храброст, постојаност и умереност су врлине веома цењене у античком Риму.

### Епикур
Најснажнија личност грчке филозофије у хеленистичком периоду био је Епикур (Ἐπίκυρος, 341–270. п. н. е.). Овај атомист своје учење о природи заснива готово потпуно на Демокритовом учењу. Од њега преузима тумачење да се свет састоји из безгранично малих, недељивих честица које се крећу по нужности (κατ' ἀνάγκην) и, састављајући се, чине поједине ствари. Постоји само одређена разлика у тумачењу кретања атома: атоми се у простору сударају и поново одбијају. У том кретању долази до судара из непредвиђених унутрашњих разлога, до прекида кретања по нужности и непредвиђеног скретања атома. Ти судари условљавају случајност у састављању атома, и управо тој случајности дугујемо разноликост света. То признавање објективно постојеће случајности, наглих скокова у кретању који доводе до промене квалитативног стања, издиже Епикура изнад Демокрита и чини га готово значајнијим представником грчке атомистике.
У етичком учењу јаче је подвучена црта индивидуализма код Епикура него код стоичара. Циљ је живота постизање индивидуалног мира, као услова среће. Човек се у животу осећа пријатно или непријатно. Он настоји избећи непријатност, и то је критериј среће: ако успе да постигне стање пријатности, он ће бити срећан. Те су Епикурове поставке касније хришћански теолози, а преко њих и добар део осталих мислилаца, грубо изврнули, представљајући га у историји филозофије као филозофа телесних задовољстава. Међутим, постизање пријатности је код Епикура везано уз разборитост и то двоје је немогуће одвојити. Епикур истиче осећање пријатности утолико што хоће да нагласи појединачност људског тела као носиоца критерија среће и несреће, доброг или злог. Саму државу третира Епикур као нужно зло и на тај начин не налази у њој оног који би прописао шта је добро а шта зло у људском друштву.
Епикур се бори против празноверја које, рађајући страх од непознатог, уноси непријатност у људски живот. Разборитост је човеку потребна да би се ослободио страха од смрти, коју треба схватити потпуно у складу с природном нужности. С тим у вези Епикур негира и учење о бесмртности душе као обично празноверје.

### Скептици
Оснивач каснијег античког скептицизма је Пирон (Πύρρων, око 360–око 270. п. н. е.) из Елиде. И он у складу с духом времена поставља питање индивидуалног мира. Основни став скептика јесте: не доносити судове ни о чему једини је услов мира. Пирон сматра да у све треба сумњати. Нема суда за који бисмо могли бити уверени да је истинит. Чулна спознаја је варљива, а разумска се заснива на аксиомима који се не могу доказати. Нема аргумента који не би допуштао и противаргумент. Пирон иде тако далеко да и на познату Сократову узречицу – знам да ништа не знам – примећује: а како он може знати да ништа не зна?
Нешто блажи у свом скептицизму је Карнеад (Καρνεάδης, око 214–око 129. п. н. е.) из Кирене, који је студирао у Платоновој Академији. Он сматра да се судови могу узимати само као вероватни, али не као истинити. Али разлику у степену вероватности не можемо утврдити. Такав став према судовима доводи до осећања индиферентности, а то је услов мира и неузбуђивања. Од каснијих скептика издваја се Секст Емпирик (Σέξτος, око 200. нове ере), лекар из Александрије, који је забележио Пироново учење (сам Пирон излагао га је само усмено).
Споменути правци – стоицизам и епикуреизам – представљају у доба кризе античке полисне културе извесна позитивна стремљења ка томе да се човек снађе у општој друштвеној изгубљености. Не покушавајући дубље продрети у бит друштвености човека, они га, додуше, изолују од заједнице у смислу одговорности за њу, али га ипак усмеравају ка проучавању природе, што човеку може донети жељени мир. Од ових се праваца разликује скептицизам својом сумњом у сва рационална доказивања, својом теоријском индиферентношћу, која у ствари значи и практичну, етичку индиферентност као једини услов мира. Уз известан позитиван допринос филозофији, који скепса увек у себи садржи, а то је довођење у питање апсолутне важности појединих истина и тиме рушење догматизма као опасности за даљи развој мисли уопште, скептицизам се суздржава од доношења судова, сматрајући да је то услов људског мира.

### Неоплатонизам
Осим споменута три правца развија се у то доба и један други, чији је циљ такође да допринесе решавању сукоба у које је ушао човек тог раздобља. Као изворна основа те филозофске мисли послужио је Платон, па је тај правац у историји филозофије назван неоплатонизам. Главним се представником и правим оснивачем тог правца сматра Плотин (Πλωτῖνος, 204–270. нове ере) из Египта. Учио је филозофију у Александрији, затим обишао неке филозофске школе на Истоку и завршио као учитељ у Риму. Тај правац уједно представља и опозицију према хришћанству, које је тада већ окупило широке масе у поробљеним земљама Римског царства. Филозофија настоји да задржи свој предмет и да бога остави религији, веровању, док је хришћанство, у настојању да придобије и образовани свет, а не само неуку масу, настојало да рационалним образложењем своје вере подвргне филозофију и свако рационално сазнање хришћанској вери. Тај сукоб представља добрим делом и историју хришћанске мисли у средњем веку. Проблем је зачет већ овде, на граници две историјске епохе.
По Плотину, прави и једини истинити свет јесте свет идеја. То је битак. Материја која нам се показује кроз појавност јесте небитак. Постоји врховно Једно, које представља општи обједињавајући принцип свега. То Једно не може се упоредити с хришћанским богом јер је по свом значењу изнад њега. Појам бога покушава се схватити, Једно је несхватљиво, неспознатљиво у рационалном смислу. Једно је у себи преобилно, оно због тога мора да исијава из себе. Тај процес исијавања зове се еманација (περίλαμψις или ἔλλαμψις) и представља главни појам неоплатонске филозофије. Еманацијом настаје сав свет. Еманација се врши у стадијумима: најпре се исијавају ум и идеје, док је последњи стадијум материја, која своју истину већ има у небитку, тј. њена су одређења негативна. Једно обједињује све и све је целина. Рационалним путем не може се постићи истоветност с Једним, другим речима, не може се спознати. То је могуће само путем екстазе: губљењем свести, у стању узбуђености душе, постиже се јединство с Једним. У томе лежи и етички смисао неоплатонизма: постизање жељеног мира могуће је само у екстази. И овде је очигледна опозиција према хришћанству: постизање мира, тј. за човека стања савршенства, припада овом свету и резултат је активног настојања човека, а не припада оностраности и загробном животу.

### Римска филозофија
Римска филозофија, као уосталом и уметност и књижевност, развијала се по угледу на грчку. Римљани су од филозофије тражили моралну поуку, упутство за постизање среће и теоријску припрему за јавни живот. То су им пружале филозофске школе хеленистичке епохе, које су се стога брзо прошириле на тлу римске државе. Теоријске филозофске дисциплине, какве су онтологија или гносеологија, Римљани нису унапредили. Њихова филозофија имала је строго практично, односно етичко обележје, и то још у већој мери него грчка филозофија хеленистичког периода.
Најзначајнији присталица Епикурова учења у Риму био је Тит Лукреције Кар (Titus Lucretius Carus, 97–55. п. н. е.), чији дидактичко-филозофски спев О природи ствари (De rerum natura) представља једно од највећих дела римске филозофије и поезије. У њему је Лукреције Демокритово и Епикурово атомистичко схватање света изложио изванредном поетском снагом. Као доследан материјалиста он је повео борбу против религије: богови не постоје, њих је створио човеков страх од природних појава и страх од смрти. Сазнањем атомске структуре космоса и опште природне законитости човек се може ослободити тог страха и постићи циљ живота: срећу непомућеног душевног уживања.
Марко Тулије Цицерон убраја се међу најпознатије римске филозофе и писце. Стекао је високо филозофско образовање у школама Хеладе. Као адвокат и државник Цицерон је постигао велики успех у Римској републици. И поред обимне јавне и државничке делатности, он је написао и већи број књига с политичком и филозофском тематиком. Цицерон је био сјајан говорник и надахнут писац, али не и оригиналан мислилац. Његова је заслуга пре свега у томе што је систематисао и разрадио многе идеје својих претходника, изложио их снажним и отменим стилом и тако учинио популарним, те што је изградио филозофску терминологију на латинском језику, која ће бити у употреби до дубоко у нови век. Као еклектичар Цицерон је повезао учења академичара, стоичара и скептика.
Највећу популарност у римском друштву постигло је стоичко учење. Својим захтевима за повлачењем у себе и моралним самоусавршавањем стоицизам је великом броју људи пружао ослонац у животној борби и утеху за претрпљене поразе. Основна начела стоичке етике одговарала су и вишим и нижим слојевима римског друштва: првима су давала чврстину да подносе све успехе и неуспехе у борби за превласт, а другима моралну снагу да подносе своје невоље с вером у неизбежност судбинског провиђења. Само се тако може објаснити на први поглед парадоксална чињеница да су стоичко учење заступали и робови (Епиктет) и цареви (Марко Аурелије).
За римске стоичаре карактеристично је да готово потпуно одустају од теоријског проучавања природе и сазнања: они се ограничавају само на етичке проблеме и притом се постепено приближавају схватањима која су блиска хришћанском учењу. Први велики стоичар царске епохе био је Сенека. Код њега филозофија има практичан етички значај: да васпитава, организује живот и прибавља спокојство. Свет је вечна динамичка целина, потчињена општем кружном току кретања. Људска душа је бесмртна. Свим стварима и појавама у природи управља неизменљива нужност или, у Сенекиној терминологији, судбина, односно божанско провиђење. Стога човек треба да живи у складу с том природном нужношћу и божанским провиђењем, јер само тако може постићи срећу. „Живети срећно исто је што и живети у складу с природом“, каже Сенека. Пошто је слаб и не може да мења ток догађаја, човек треба мирно ("стоички") да подноси све ударце неумитне судбине. Сенека је проповедник општељудске љубави и милосрђа и наде у бољи живот након смрти. По томе ће утицати на формирање раног хришћанског учења на Западу.
На рано хришћанство утицао је и други велики римски стоичар, Епиктет (Επίκτητος, 50–138. н. е.), који је као роб из родне Тракије био доведен у Рим. Касније је ослобођен, па је основао филозофску школу, која је била надалеко позната. Епиктет није ништа писао, већ је своја учења ширио само усмено, и то једноставним народним језиком. Усвојио је Сенекина схватања, наглашавајући притом посебно етичко-религијска обележја. Човек треба да тежи за духовном слободом да би и на несрећу могао да гледа као на срећу. Епиктетова етика, дакле, проповеда пасиван отпор – непротивљење злу.
Трећи велики римски стоичар био је цар Марко Аурелије који је написао у облику афоризама у 12 књига на грчком језику дело под насловом Размишљања са самим собом (Τὰ εἰς ἑαυτόν), у којем попут Епиктета износи мисао о покоравању судбини, одрицању од света и окретању ка личном усавршавању.

### Хришћанство
У време кад је хришћанство већ било призната религија у држави, мислиоци и други образовани људи противили су се појмовном интерпретирању хришћанских догми са становишта својих учења. Зато се и напор хришћанских теоретичара почео оријентисати на то да пронађу начин усклађивања филозофије и хришћанског учења. У суштини, требало је да филозофија промени предмет: уместо да истражује стварност као такву, да проналази истину о њој, требало је да се оријентише на тумачење верских истина – догми. Филозофија која има задатак да тумачи догме, међутим, престаје да буде критичка и тиме губи једну од својих битних одлика.
Хришћанска религија узима од старих религија учење о загробном животу, а од јудејске религије учење о богу као посреднику који људима доноси спас. Код Јевреја наилазимо и на покушај спајања, синтезе јудаизма и грчке филозофије. Покушај долази од Филона (Φίλων, рођен око 20. п. н. е., умро између 41. и 54. н. е.). Проблем се састојао у томе да се створи нека посредна веза између бога и света, између непогрешивог духовног и материјалног света. Ту улогу су имали посредници, међучланови, помоћу којих би божанска светлост могла постати доступна и материјалном свету, односно који би човека из његове чувствене стварности уздигли до божанства. Код Филона су ти међучланови схваћени као анђели. Значајно је да те анђеоске снаге имају карактер општих појмова и уза све то имају обележја личности. Ово јединство појмовног и митског врло је значајно за развој касније средњовековне филозофије. Филон је, међутим, покушао и да једним заједничким појмом обједини све те идеје и снаге и анђеле, који играју улогу посредника, с једним њош општијим појмом – логосом. Логос је, с једне стране, божански ум који мирује у себи, а с друге стране, ум који је изашао из бога, његов прворођени син. Он није ненастао, као бог, а није ни настао као духови и људи, он је други бог. За разлику од бога, њега се може спознати. Преко Филона постепено је рационална, филозофска терминологија улазила у хришћанско учење.
Међутим, као што је постојао отпор филозофа да као свој предмет прихвате верске истине, тако је постојао и отпор хришћанских мислилаца да филозофију унесу у религију. Међу њима је познат Тертулијан (Tertulianus, око 160–око 220. н. е.) из Картагине. Он је огорчени противник филозофије. Његов основни став гласи: „Верујем, јер је апсурдно“ (Credo quia absurdum), чиме истиче бесмисленост филозофског тумачења религиозних догми.
Први који су заиста преузели на себе задатак да повежу филозофију и религију били су тзв. хришћански оци, сви из Александрије. Раздобље њихове делатности познато је у хришћанској филозофији као патристика. Од тада па надаље хришћанство је систематски развијало своју филозофску мисао. У развитку хришћанске мисли значајно место заузима Аурелије Августин (Aurelius Augustinus, 354–430. н. е.). Добро је познавао Платонову филозофију и неоплатоничаре. Од њих прима разликовање духовног и материјалног, и то ће као своју филозофску концепцију употребити касније у филозофској интерпретацији хришћанске религије. Карактеристичан је начин на који филозофију подређује религији: проблем вере – то је проблем воље. Воља је изнад интелекта, све је створено божјом вољом. Платонове идеје нису ништа друго до божанске мисли. Отуда изводи закључак да је цела историја створена по божјем плану. То значи да историја има свој почетак и свој крај, и да је већ унапред замишљена у божјем уму као готова целина. Затим је бог остварује својом вољом. Такво се схватање историје касније прилично учврстило, с мањим или већим корекцијама, и то не само код хришћанских мислилаца. Сам је је Августин писац једне филозофије историје под насловом О држави Божјој (De civitate Dei), у којој је обухваћена историја свих до тада познатих народа. Централна пажња посвећена је историји јудаизма и хришћанства, те се кроз ту призму посматра историја свих осталих народа.
С обзиром на снагу воље, без које нема праве вере, Августин сматра да човек не може сам, без ичије помоћи припремити свој спас након смрти. Отуда он закључује о нужности постојања цркве као световне организације која има задатак да припреми човеков спас. И човек као појединац и држава као целина треба да буду подређени цркви. Подређење човека и друштва цркви код Августина заправо представља консеквентно остварење теоријског става да је разум подређен вољи.
Боетије (Boethius, око 480–524. н. е.), римски сенатор, често се назива последњим Римљанином, односно последњим представником античког начина мишљења. Будући да га је остроготски краљ Теодорик Велики, који је тада владао Италијом, осудио на смрт, католичка црква прогласила га је својим мучеником, премда је Боетије заправо био сасвим индиферентан према хришћанству. Једино што је он сматрао вредним била је филозофија те је пред смрт написао дијалог Утеха филозофије (De consolatione philosophiae), где закључује да је филозофија једино вредна за човека и његов однос према животу, иако само време у коме он живи то негира. Боетије као филозоф није нарочито оригиналан, већ стоји под јаким утицајем Платона и стоичара. По њему, у свету постоји само један принцип – принцип добра. Зло као такво не постоји, оно је само недостатак добра. Светски се поредак не може променити, јер је он утврђен божјим планом. Али добро, за којим људи теже, налази се у људима самим, и они га не могу постићи ако га траже ван себе и без разума.
Боетијева је заслуга покушај обнове филозофије у доба када је она црквеним догмама била потиснута у други план. И док је Боетије 524. године у тамници писао своју Утеху филозофије чекајући смртну осуду, источноримски цар Јустинијан I је 529. године наредио да се затвори и последња филозофска школа у Атини. Неки историчари сматрају зато ту годину коначним прекидом с античком културом и датумским почетком средњег века.